# 南極地域観測50周年記念500円硬貨

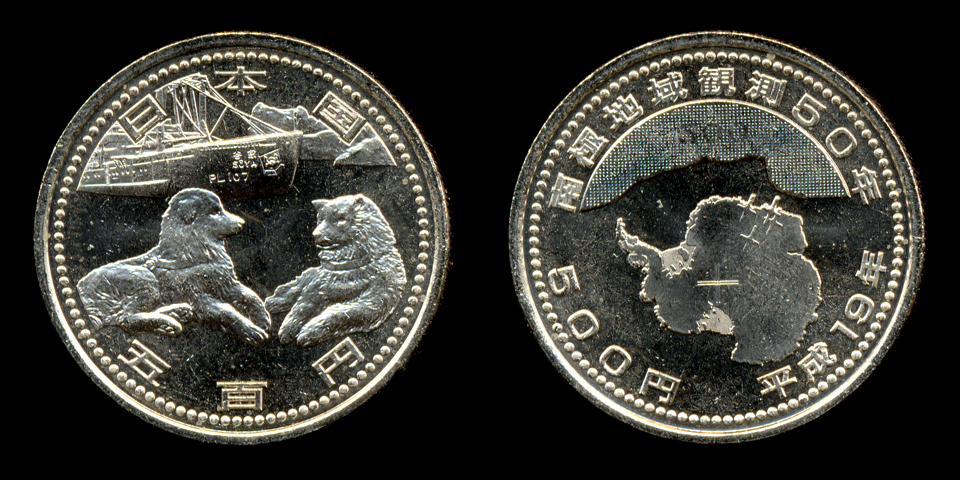
南極地域観測50周年記念500円硬貨

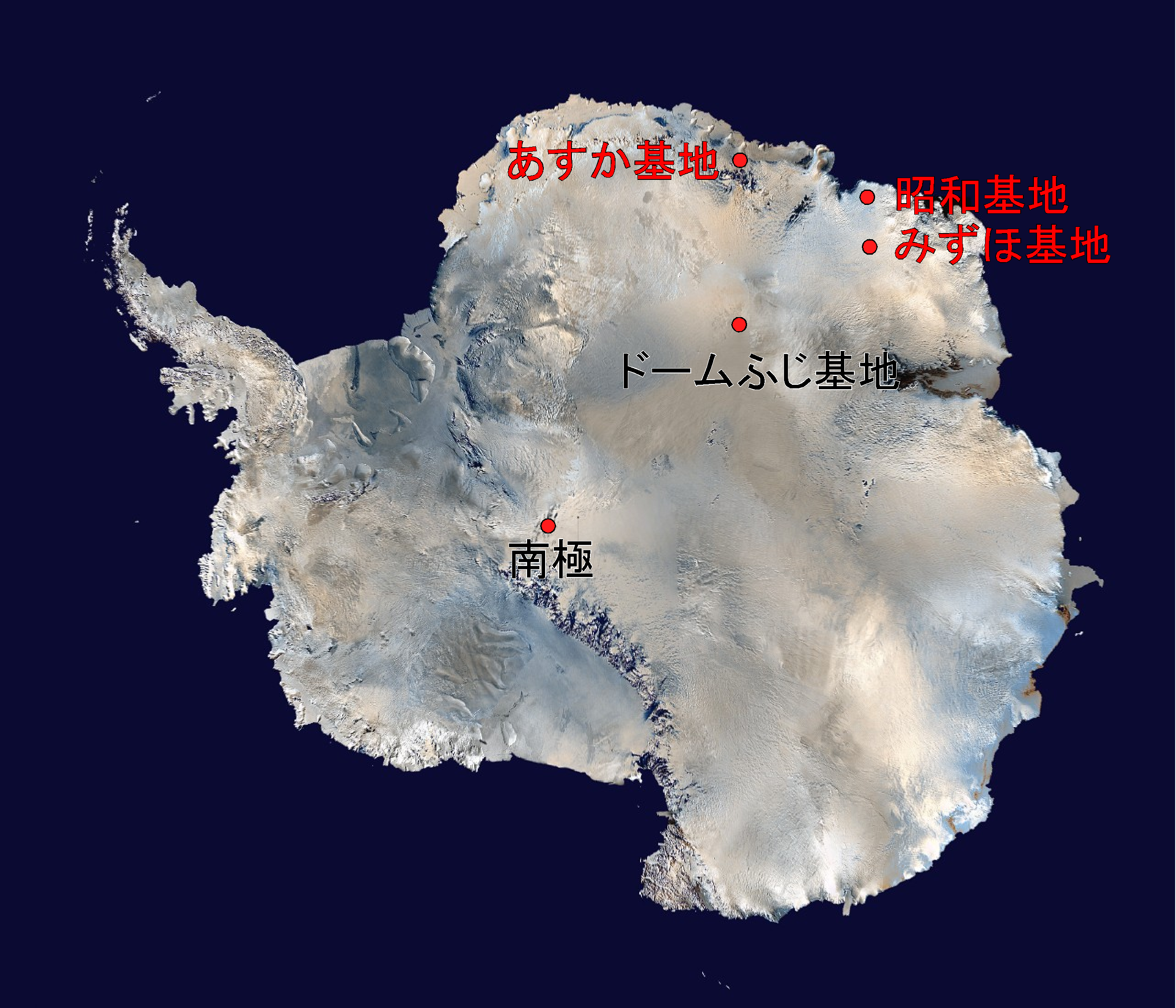
南極の地図。•が日本の基地（硬貨では×）と南極点（硬貨では+）。

南極地域観測50周年記念500円硬貨（なんきょくちいきかんそくごじっしゅうねんきねんごひゃくえんこうか）は、日本の南極地域観測50周年を記念して発行された記念硬貨である。

## 概要
日本で1957年（昭和32年）1月29日に昭和基地を開設してから2007年（平成19年）で50周年を迎えるにあたって、造幣局より南極地域観測50周年記念500円ニッケル黄銅貨が発行された。日本全国の金融機関および郵便局の窓口では2007年（平成19年）1月23日から両替方式で一般流通が開始された。

## 特徴
材料は銅 720⁄1000、亜鉛 200⁄1000、ニッケル 80⁄1000、大きさは直径26.5mmで、量目は7.0g。周囲には斜めギザが刻まれている。いずれも2000年（平成12年）発行開始の500円ニッケル黄銅貨と同規格である。
図柄は、表には樺太犬のタロとジロ、初代南極観測船「宗谷」が描かれている。裏は、南極大陸の地図が描かれており、地図中の南極観測基地（昭和基地、みずほ基地、あすか基地、ドームふじ基地）にあたる場所には×印が記されている。

## 発行
発行枚数は660万枚（平成19年銘）。うち18万枚は平成19年銘通常貨幣6種を含むミントセットとして発売された。